# Longparish
Longparish – wieś w Anglii, w hrabstwie Hampshire, w dystrykcie Test Valley. Leży 16 km na północ od miasta Winchester i 94 km na zachód od Londynu.